# Davelský tunel

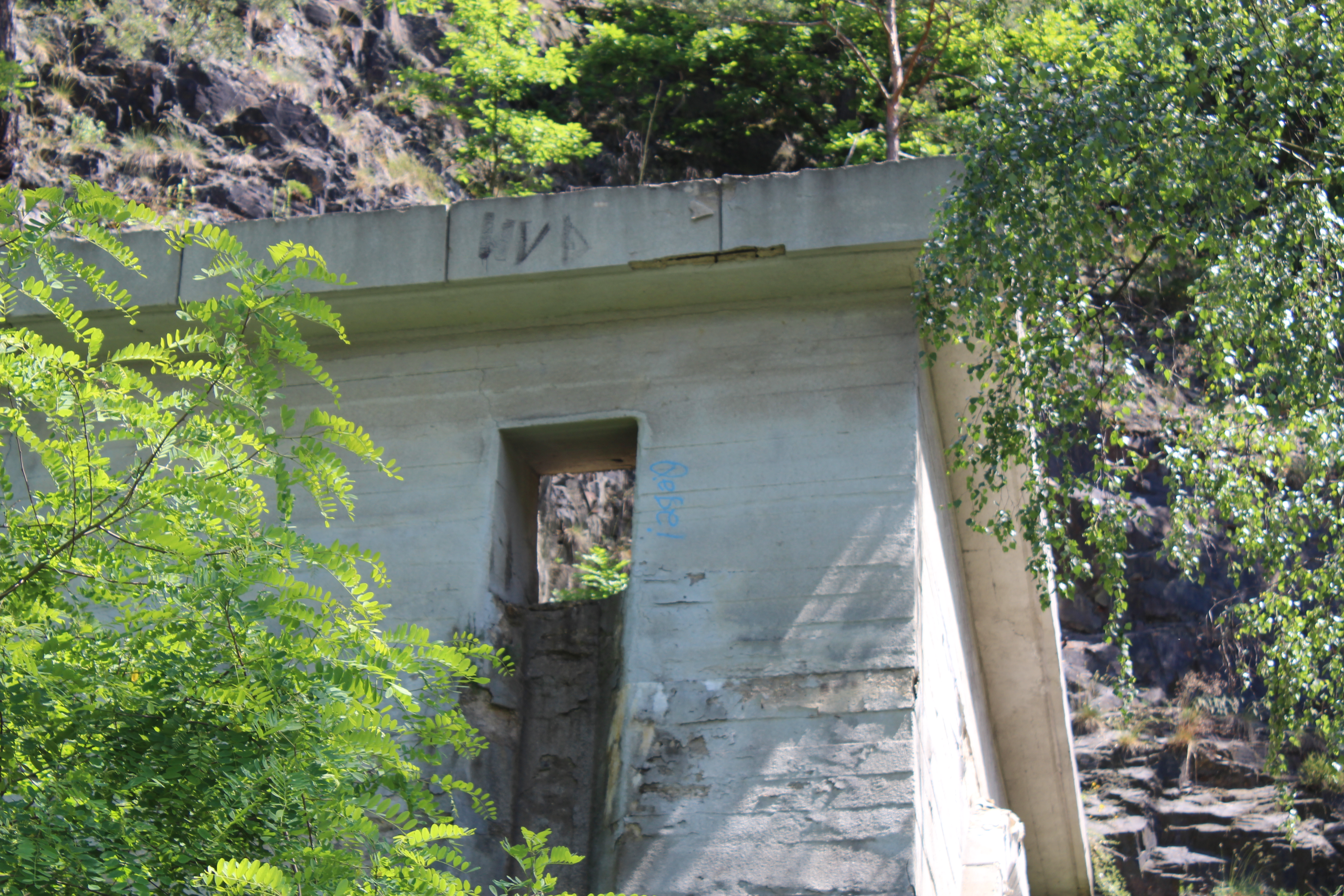
Detail jižního betonového portálu Davelského tunelu

Davelský tunel patří mezi jednokolejné železniční tunely na trati 210 z Prahy do Čerčan (u severního portálu tunelu je osazen kilometrovník 30,9). Je jedním z trojice tunelů trati 210, pro které se vžilo označení Davelské tunely.
Pochází z roku 1881 z doby, kdy byla stavěna železniční trať 210 a patří mezi železniční tunely v Česku ražené při vytváření železniční sítě v 19. století. Délka tunelu je 180 m.
Davelský tunel je situován v katastru městyse Davle.
Ve směru na Čerčany následuje za železniční zastávkou Skochovice a za Libřickým tunelem před nádražím v Davli. Do roku 1975 byla mezi Libřickým tunelem a Davelským tunelem železniční zastávka Libřice.
Zastávka byla zrušena návazně na stavební úpravy tunelů na trati, které byly zvyšovány pro plánovanou elektrifikaci (dodnes nerealizovaná).
V rámci stavebních úprav byly k Libřickému tunelu i Davelskému tunelu přistavěny betonové portály, které výrazně změnily jejich vzhled v pohledu z kolejiště. Při rekonstrukci Davelského tunelu došlo ke smrtelnému úrazu.
Mezi jižním (davelským) portálem tunelu a nádražím Davle v ose Starého davelského mostu je viditelný iluzivní kamenný portál z doby natáčení filmu Most u Remagenu.
Davelský tunel i další tunely na trati 210 patří k romantice trati nazývané Posázavský Pacifik